# Patrick Duncan
Sir Patrick Duncan (Ellon, Aberdeenshire, 1870. december 21. – 1943. július 17.) a Dél-afrikai Unió hatodik főkormányzója volt, 1937-től 1943-ban bekövetkezett haláláig töltötte be hivatalát.

## Fiatalkora
1870-ben Skóciában született, az Edinburgh-i Egyetemen és az oxfordi Balliol College-ban szerzett diplomát, jogot tanult az Inner Temple-ben, majd 1894-ben csatlakozott a brit közszolgálathoz, mint a Belföldi Adóügyi Hivatal Felső Osztályának jegyzője.

## Gyarmati szolgálat
1901-ben, az angol-búr háború (1899–1902) idején Alfred Milner vikomt beszervezte, hogy csatlakozzon egy fiatal adminisztrátorokból álló csapathoz – a "Milner's Kindergartenhez"-, hogy kormányozza és angolosítsa a britek által megszállt Transvaalt.
Duncan 1903-tól Transvaal gyarmati titkára volt, nagyban neki is volt köszönhető, a volt hadifoglyok hazaszállítása, valamint az egykori búr állam teljes társadalmi és pénzügyi újjáépítése.
Duncan 1907 és 1910 között ügyvédként tevékenykedett, és jogi tanácsadója volt az 1908–1909-es Nemzeti Konvent transvaali küldöttségének, amely kidolgozta a Dél-Afrikai Uniót alkotmányát.

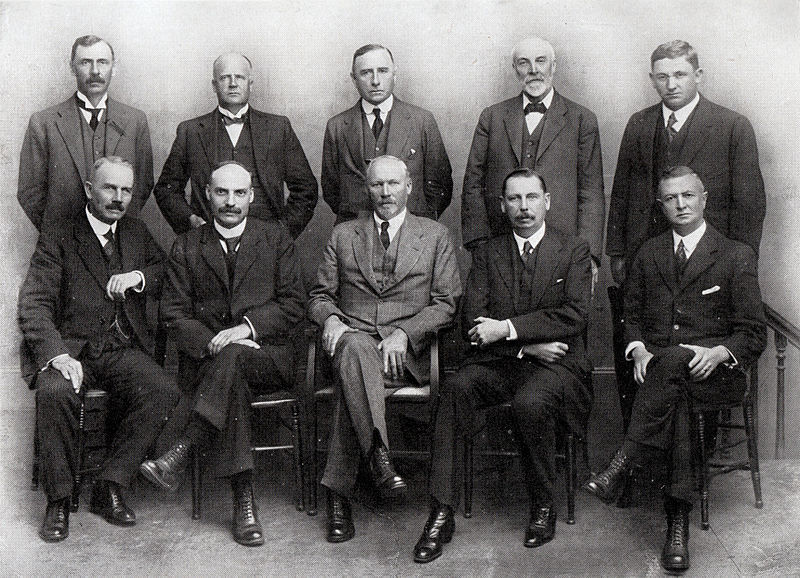
A Smuts-kabinet, 1923.

## Politikai karrierje
1910 és 1936 között az Unió parlamentjének tagja volt, először az Unionista Párt, majd a Dél-afrikai Párt és utódja, az Egyesült Párt tagjaként. 1921-től 1924-ig oktatási, belügy- és közegészségügyi miniszter volt a dél-afrikai kormányban, 1933-tól 1936-ig az Egyesült Párt adminisztrációja alatt bányászati miniszter.

## Mint Dél-Afrika főkormányzója
Duncant 1937-ben nevezték ki főkormányzónak, így ő lett az első dél-afrikai állampolgár, aki ezt a posztot betöltötte. György király, akit államfőként képviselt, lovaggá ütötte és az Egyesült Királyság Birodalmi Titkos Tanácsosává nevezte ki.
Bár széles körben tisztelték, mert próbált az aktuális pártpolitika fölött állni, 1939-ben kérdésessé tette neutralitását azzal, hogy megtagadta az általános választások kiírását abban a kérdésben, hogy az Uniónak be kell-e lépnie a második világháborúba. A miniszterelnök, J.B.M. Hertzog, az egykori búr tábornok semleges akart maradni, de a parlament, amelyben saját pártjának legtöbb tagja Hertzog helyettesét, Jan Smutsot támogatta, így a Dél-afrikai Unió belépett a háborúba. Ezután Hertzog lemondott a miniszterelnöki posztról, őt Jan Smuts követte.
Mivel Smuts volt a miniszterelnök, Dél-Afrika Nagy-Britannia hűséges szövetségeseként szállt be a háborúb. Dél-Afrika belépése a második világháborúba rövid és hosszú távú politikai átrendeződéseket is elindított, amelyek végül ahhoz vezettek, hogy a háború után Smuts kiszorult a politikából. Duncan azonban soha nem volt tanúja ezeknek az eseményeknek, hivatalában halt meg 1943-ban. Hamvait egy emlékműben temették el Fokváros kikötőjében, az új Duncan Dockban, amely a nevét kapta. neki.

## Családja
Sir Patrick 1916-ban feleségül vette Alice Doldot. Három fiuk és egy lányuk született. Kisebbik fiát, Andrew-t (1920–1942) szolgálat közben ölték meg Líbiában. Nagyobbik fia, Patrick (1918–1967) apartheid-ellenes aktivista lett.

## Kitüntetései
|                                                      | A Szent Mihály és Szent György Lovagrend (GCMG) nagykeresztje | 1937    |
| A Szent Mihály és Szent György Lovagrend (CMG) tagja | KB 1904                                                       |         |
|                                                      | A Jeruzsálemi Szent János Lovagrend lovagja (KStJ)            | KB 1937 |
|                                                      | V. György király koronázási érme                              | 1911    |
|                                                      | V. György király ezüst jubileumi érme                         | 1935    |
|                                                      | VI. György király koronázási érme                             | 1937    |

## Fordítás
Ez a szócikk részben vagy egészben  a   Patrick Duncan (South African politician) című angol Wikipédia-szócikk fordításán alapul.  Az eredeti cikk szerkesztőit annak laptörténete sorolja fel. Ez a jelzés csupán a megfogalmazás eredetét és a szerzői jogokat jelzi, nem szolgál a cikkben szereplő információk forrásmegjelöléseként.